# Чаквар
Чаквар (мађ. Csákvár) је село у Мађарској, у жупанији Фејер. Чаквар се налази у северном делу округа, у басену Замољи, на ивици планине Вертес. Вертесбоглар 6 km, Ловасберени 13 km, Бичке 19 km и Орослањ 24 км, су удаљени од околних већих насеља.
Његова приградска подручја укључују Морицмајор, који се налази 5 км североисточно од његовог центра. По попису из 2001. године био Морицмајор је имао 26 становника, а исте године се већ попео на 91.

## Географски положај
Место се налази на јужној падини планине Вертеш, где је формиран резерват природе за ретке планинске биљке. У пећини Естерхази на брду изнад Чаквара пронађене су кости праисторијских животиња и остаци првобитног коња од пре око 10 милиона година.
У околини се налазе стеновити изданци са рушевинама замкова на њиховим врховима. Геолошко-ботаничка поучна стаза између Чаквара и Ганта води око 3–4 км преко брда Хараш и кроз долину Колик. Боксит се копа у Ганту. У оближњој Вертескозми могу се посетити старе сеоске куће.

## Историјат
Древни назив места је вероватно био Флориана/Флорентије. Налазио се на римском путу за Аквинкум у доњој Панонији и био је седиште Праефектус класис Хистрика, команданта одсека римске флоте на панонском Дунаву.

## Братимљење градова
- Немачка Пирбаум,
- Румунија Плаиеши де Иос